# Quando Toca o Sino
Quando Toca o Sino foi uma série de televisão brasileira exibida pelo Disney Channel Brasil e produzido pelo canal em parceria com a Cristal Líquido Produções, tendo 107 episódios divididos em 3 temporadas. É uma versão do seriado italiano Quelli dell'Intervallo, que deu origem à uma franquia título em diversos países. A versão brasileira apresenta um roteiro original e mais longo do que as versões de outros países. O elenco é formado por atores que participaram do reality show High School Musical: A Seleção.

## Produção
Em 2010, o Disney Channel confirmou a segunda temporada para 2011. A nova temporada contou com as participações da cantora americana Demi Lovato e do ator argentino Benjamín Rojas. Em 10 de Março de 2011, foi confirmada a saída de Bernardo Falcone do elenco principal, para participar da telenovela da Record, Rebelde. A terceira temporada da série estreou no dia 22 de março de 2012 e contou com a participação da dupla Mayra Arduinie Bruno Martini, da banda College 11. Porém, pela baixa audiência da última temporada, o Disney Channel Brasil cancelou a série antes do previsto.

## Enredo
O cenário para as discussões dos adolescentes não poderia ser melhor: o intervalo das aulas. É assim que oito amigos com personalidades completamente diferentes irão discutir sobre a vida, expor os problemas, tentar resolvê-los, falar sobre as dificuldades nos estudos, os amores, as vontades de vencer, as aspirações para o futuro. Quem nunca teve aquela amiga estudiosa? E a patricinha, que só pensa em loja e falar ao celular? A artista de sucesso, mais difícil de encontrar, mas não menos engraçada? Aquela que cada dia está com um humor diferente e faz todo mundo rir? E aquela que vive no mundo da lua? Sempre tem o menino mais bonito da escola, que todas as meninas querem conhecer. O dançarino e eletrizante, que não deixa ninguém ficar parado. Também tem menino inteligente. E não poderia faltar aquele desajeitado que faz todo mundo dar risada.
É com perfis tão diferentes, mas ao mesmo tempo tão comuns nos grupos de amigos de escola, que a série Quando Toca o Sino vai divertir a garotada e mostrar as situações mais típicas dos estudantes, como a construção da personalidade, a dificuldade de declarar o amor, as eleições do grêmio estudantil, as formas de lidar com o dinheiro, as competições esportivas, e é claro, os estudos.

## Elenco
| Ator/Atriz         | Personagem | Temporadas | Temporadas | Temporadas |
| Ator/Atriz         | Personagem | 1.ª 2009   | 2.ª 2011   | 3.ª 2012   |
| ------------------ | ---------- | ---------- | ---------- | ---------- |
| Moroni Cruz        | Rodes      |            |            |            |
| Beatriz Machado    | Alice      |            |            |            |
| Samuel Nascimento  | DJ         |            |            |            |
| Bernardo Falcone   | Fred       |            |            |            |
| Lenora Hage        | Ana        |            |            |            |
| Eduardo Gil        | Cadu       |            |            |            |
| Carol Calheiros    | Duda       |            |            |            |
| Pamela Otero       | Isabela    |            |            |            |
| Karollina          | Paola      |            |            |            |
| Jullie             | Laila      |            |            |            |
| Olavo Cavalheiro   | Arnaldo    |            |            |            |
| Renata Ferreira    | Samantha   |            |            |            |
| Fellipe Guadanucci | Henrique   |            |            |            |
| Fellipe Guadanucci | Horácio    |            |            |            |

### Participações especiais
| Ator/Atriz      | Personagem   |
| --------------- | ------------ |
| Demi Lovato     | Ela mesma    |
| Benjamín Rojas  | Blake Hill   |
| Fernanda Ramos  | Juliana      |
| Thays Gorga     | Jane         |
| Paula Barbosa   | Michelle     |
| Robson Nunes    | Ramiro       |
| Daniel Bianchin | Jorge        |
| Bruno Heder     | James Brando |
| Mayra Arduini   | Ela mesma    |
| Bruno Martini   | Ele mesmo    |
| Junyor veloso   | Carlos       |

## Episódios
| Temporada | Temporada | Episódios | Exibição original      | Exibição original      |
| Temporada | Temporada | Episódios | Estreia da temporada   | Final da temporada     |
| --------- | --------- | --------- | ---------------------- | ---------------------- |
|           | 1         | 36        | 23 de março de 2009    | 18 de setembro de 2009 |
|           | 2         | 39        | 4 de fevereiro de 2011 | 1 de dezembro de 2011  |
|           | 3         | 32        | 22 de março de 2012    | 21 de dezembro de 2012 |